# Abingdon-on-Thames

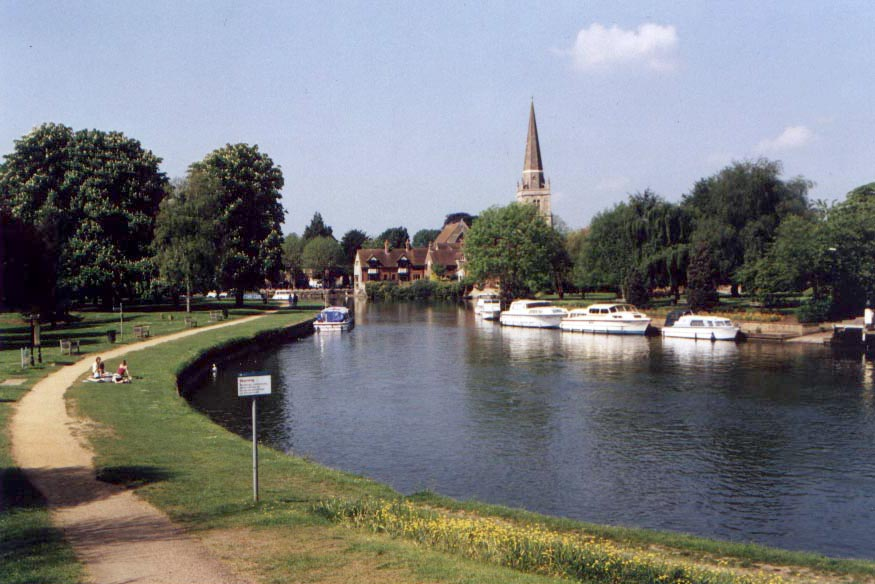
Die Themse mit Blick auf St. Helen

Abingdon-on-Thames, auch kurz Abingdon, ist eine Stadt mit 36.626 Einwohnern (2001) in der Grafschaft Oxfordshire in Südostengland. Die Stadt liegt an der Themse etwa neun Kilometer südlich von Oxford und acht Kilometer nördlich von Didcot. Sie ist der Hauptort des Vale of White Horse District. Bis 1974 gehörte sie zur Grafschaft Berkshire und war deren Verwaltungssitz. Der River Ock mündet in Abingdon in die Themse.

## Geschichte
Das neolithische Grubenwerk (englisch causewayed enclosure) von Abingdon wurde 1926 von dem Pfarrer Charles Overy entdeckt, von Edward Thurlow Leeds publiziert und 2004 als Scheduled monument unter Denkmalschutz gestellt. Es liegt nördlich der Themse auf einem Sporn aus Summertown-Radley-Kies, der von den zwei Bachtälern begrenzt wird.  Zwei konzentrische Gräben liegen zwischen den Bächen; ein dritter, ähnlicher Graben kann im Süden gelegen haben. Die Einhegung befand sich am höchsten Punkt. Nach ihr ist die Abingdon Ware benannt.
Die Summertown-Radley-Kiese der Region Oxford sind reich an prähistorischen Funden.
Abingdon ist einer der Orte, die für sich in Anspruch nehmen, die älteste dauerhaft bewohnte Stadt in Großbritannien zu sein. Der Ort wurde angeblich bereits in der Eisenzeit gegründet.
Es nimmt für sich auch in Anspruch, mit der Abingdon Abbey das älteste Kloster Englands zu besitzen, doch wird dieser Anspruch auch von Glastonbury erhoben. Legenden datieren die Gründung der Abtei auf das Jahr 166 n. Chr.; gesicherte Erkenntnisse datieren deren Gründung auf das 7. Jahrhundert. William der Eroberer feierte Ostern 1084 im Kloster und sein Sohn Heinrich, der spätere König Heinrich I. wurde hier erzogen. Der Ort war im Mittelalter ein Handelszentrum für Wolle und Tuche. Im 19. Jahrhundert geriet die Stadt etwas ins Abseits, da sie nicht gut in das Eisenbahnnetz eingebunden war. Von 1929 bis 1980 hatte die britische Automarke MG eine Fabrik in der Stadt. Die Stadt verlor an Bedeutung, als 1974 Berkshire als Verwaltungseinheit aufgegeben wurde.

## Wirtschaft
Abingdon profitiert heute von der dynamischen Entwicklung der Region um Oxford. Es haben sich mehrere Unternehmen aus dem Bereich Neue Technologien angesiedelt. Hier befindet sich zum Beispiel der Hauptsitz der Firma Sophos.
Bis zu ihrer Schließung im Jahre 2000 nach Übernahme durch die Greene King Brewery produzierte die Morland Brewery in Abingdon das in England wohlbekannte Pale Ale „Old Speckled Hen“.

## Städtepartnerschaften
- Argentan in der Normandie (Frankreich)
- Lucca in der Toskana (Italien)
- Sint-Niklaas (Belgien)
- Schongau in Bayern (Deutschland)

## Persönlichkeiten

### Söhne und Töchter der Stadt
- Charles Abbot, 1. Baron Colchester (1757–1829), Politiker und Sprecher des britischen Unterhauses
- Joanna Bobin (* 1973), Schauspielerin
- Mary Buckland (1797–1857), Paläontologin und wissenschaftliche Illustratorin
- Kate Edger (1857–1935), Mathematikerin und Pädagogin; erste Frau in Neuseeland und eine der ersten Frauen im britischen Empire, die eine Universitätsabschluss erhielt
- Ron Gibson (1904–1959), Autorennfahrer
- Andrew Hedges (1935–2005), Autorennfahrer
- Tom Hingley (* 1965), Musiker und Songwriter
- Edward Moore (1712–1757), englischer Dramatiker, Schriftsteller und Herausgeber
- Edmund of Abingdon (um 1174–1240), Philosoph und Theologe, Erzbischof von Canterbury
- Dorothy Richardson (1873–1957), Essayistin und Schriftstellerin
- Michelle Stephenson (* 1977), Sängerin
- Dean Whitehead (* 1982), Fußballspieler